# Прапор Чорнобаївського району
Пра́пор Чорноба́ївського райо́ну — офіційний символ Чорнобаївського району Черкаської області, затверджений 18 грудня 2003 року рішенням № 11-5 сесії Чорнобаївської районної ради. Автори проекту: геральдист Толкушин О. Г. та художник Олексенко В. А.

## Опис
Прапор — це прямокутний стяг зі співвідношенням сторін 2:3, що вертикально розділений хвилястою смугою білого кольору і шириною 1/18 довжини полотнища на синю древкову частину шириною 5/18 довжини прапора та вільну малинову шириною 2/3 довжини стяга. У центрі малинової частини зображено малий герб району, висота якого складає половину ширини полотнища.

## Символіка
Малиновий колір полотнища — відображення козацького минулого: на території краю розміщувався Іркліївський полк та знаходилося декілька сотенних містечок. Синій колір древкової частини прапора символізує те, що територія району, як своєрідний півострів, омивається водами річки Дніпро.